# Eucereon pittieri
Eucereon pittieri là một loài bướm đêm thuộc phân họ Arctiinae, họ Erebidae.